# بانکداری الکترونیک

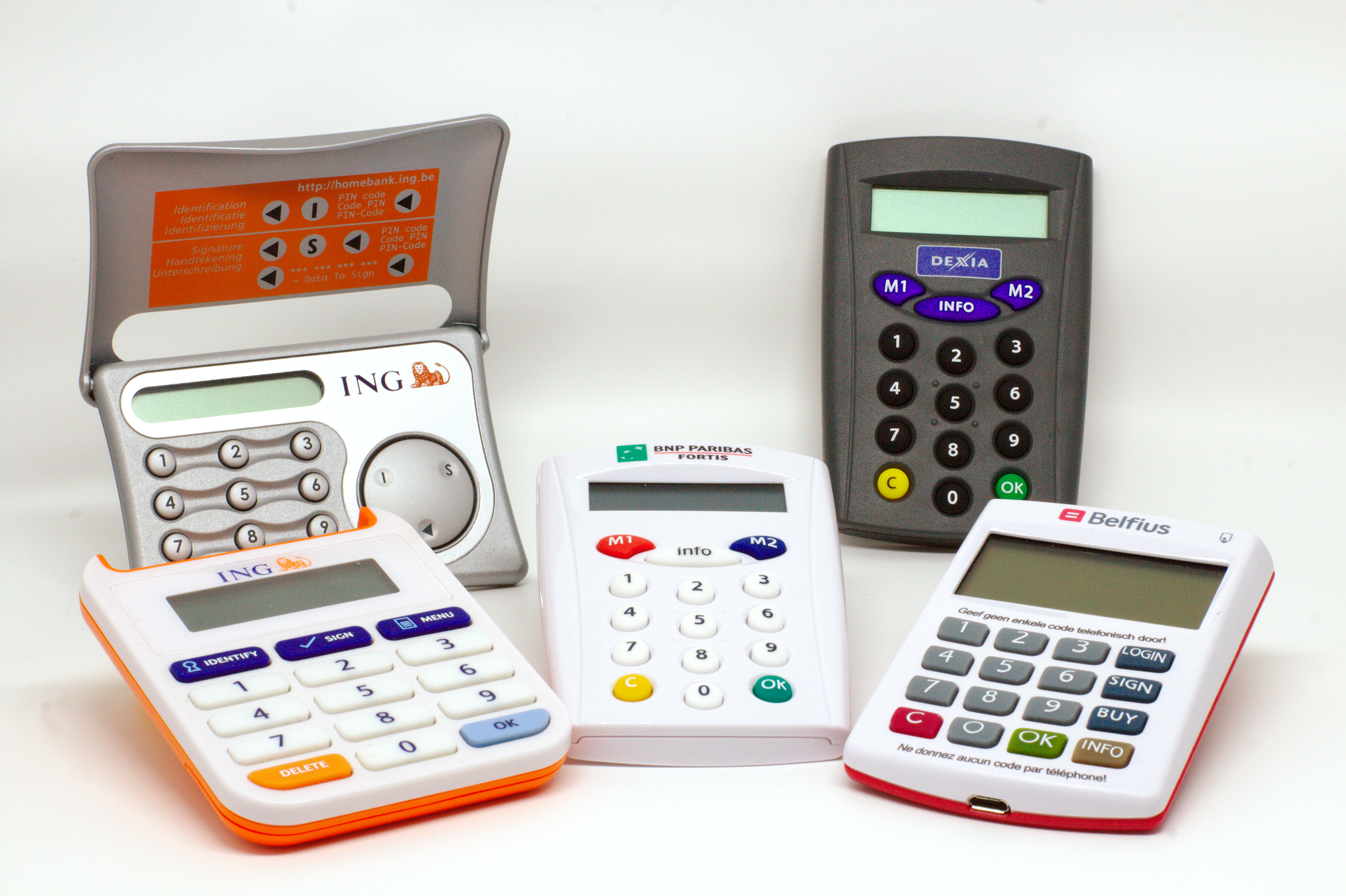
دستگاه توکن امنیتی برای بانکداری برخط.

بانک‌داری الکترونیک یا برخط یا اینترنتی، عبارت است از فراهم آوردن امکاناتی برای کارکنان بانک در جهت افزایش سرعت و کارایی آن‌ها در ارائهٔ خدمات بانکی در محل شعبه و همچنین فرآیندهای بین‌شعبه‌ای و بین‌بانکی در سراسر دنیا و ارائهٔ امکانات سخت‌افزاری و نرم‌افزاری به مشتریان بانک که با استفاده از آن‌ها بتوانند بدون نیاز به حضور فیزیکی در بانک، در هر ساعت از شبانه‌روز (۲۴ ساعته) از طریق کانال‌های ارتباطی ایمن و با اطمینان، عملیات بانکی دلخواه خود را انجام دهند.
به عبارت دیگر بانکداری الکترونیکی استفاده از فناوری‌های پیشرفتهٔ نرم‌افزاری و سخت‌افزاری مبتنی بر شبکه و مخابرات برای تبادل منابع و اطلاعات مالی به صورت الکترونیکی است و نیازی به حضور فیزیکی مشتری در شعبه نیست. بانکداری الکترونیک به مشتریان اجازه می‌دهد تا معاملات اقتصادی را در یک وب‌سایت امن، انجام دهند.

## تعریف
مولر (۲۰۰۸)، بانک‌داری الکترونیک را استفاده بانک‌ها از اینترنت برای ارائهٔ خدمات بانکی به مشتریان و استفادهٔ مشتریان از اینترنت برای ساماندهی، کنترل و انجام تراکنش بر روی حساب‌های بانکی خود تعریف می‌کند. با این حال، برخی از صاحب‌نظران، تعریف کلی‌تری ارائه کرده‌اند و استفاده از سایر ابزارها و کانال‌های الکترونیک نظیر تلفن همراه، تلفن و تلویزیون دیجیتال به منظور اطلاع‌رسانی، ایجاد ارتباط و انجام تراکنش بانکی را نیز مشمول تعریف بانک‌داری الکترونیک دانسته‌اند. مهم‌ترین کانال‌های بانکداری الکترونیک عبارت‌اند از:
- رایانه‌های شخصی
- کیوسک
- کشلس
- شبکه‌های مدیریت یافته
- تلفن ثابت و همراه
- دستگاه‌های خودپرداز
- پایانه‌های فروش

## تاریخچه
پول الکترونیک، برای نخستین بار در سال ۱۹۱۸ در کشور آمریکا توسط بانک‌های فدرال رزرو (Federal Reserve Banks) مورد استفاده قرار گرفت. این بانک‌ها، پرداخت و انتقال وجوه را با استفاده از تلگراف در دستور کار خود قرار دادند. این بانک بعدها با توسعهٔ مؤسسات تهاتری خودکار (در سال ۱۹۷۲)، زمینهٔ استفادهٔ گسترده از پول الکترونیک را فراهم کرد.
اولین تجربهٔ ساخت دستگاه خودپرداز به سال ۱۹۳۹ برمی‌گردد. این دستگاه که توسط سه مخترع به نام‌های لاتر، جرج و سیمجیان ساخته شد، مورد توجه بانک‌ها و سازمان‌ها قرار نگرفت. با وجود این تجربهٔ ناموفق، سه مخترع دیگر با نام‌های دان وتزل، تام بارنز و جرج چستین در سال ۱۹۶۸، ساخت دستگاه خودپرداز را با مفهومی جدید آغاز کردند. ساخت اولین نمونهٔ آن‌ها، پنج میلیون دلار هزینه دربرداشت. محصول این پروژه در سال ۱۹۷۳ به عنوان اولین دستگاه خودپرداز در کمیکال بانک (Chemical Bank) در شهر نیویورک نصب شد. اولین نسل از دستگاه‌های خودپرداز، به‌صورت آفلاین کار می‌کردند و پول به‌صورت خودکار از حساب مشتریان کسر نمی‌شد؛ بنابراین فقط مشتریان ویژه‌ای که از اعتبار خاصی برخوردار بودند، مجاز به استفاده از این دستگاه‌ها بودند.
منادی سرویس‌های بانکداری خانگی مدرن سرویس‌های بانکداری از راه دور از طریق رسانه‌های الکترونیکی در اوایل دههٔ ۱۹۸۰ بودند. در اواخر این دهه واژهٔ آنلاین محبوب شد و به استفاده از یک پایانه، صفحه‌کلید و صفحهٔ نمایش برای دسترسی به سیستم بانکی از طریق یک خط تلفن گفته می‌شد. واژهٔ بانکداری خانگی همچنین می‌تواند به استفاده از یک صفحه‌کلید کوچک عددی برای فرستادن صدا از طریق خط تلفن به‌وسیلهٔ دستورالعمل‌هایی برای بانک گفته شود. سرویس‌های آنلاین در سال ۱۹۸۱ در نیویورک شروع به کار کردند زمانی که چهار بانک بزرگ این شهر، سرویس‌های بانکداری خانگی را به‌وسیلهٔ سیستم ویدئوتکست (Videotext) ارائه کردند. به‌دلیل شکست تجاری تکنولوژی ویدئوتکست این سرویس‌های بانکداری هرگز محبوب نشد به جز در فرانسه – که استفاده از ویدئوتکست به‌وسیلهٔ شرکت تله‌کام (Telecom) تأمین مالی می‌شد- و انگلستان – که سیستم Prestel استفاده می‌شد.
اولین سرویس‌های بانکداری آنلاین خانگی در انگلستان به‌وسیلهٔ شرکت ساخت‌وساز ناتینگهام (NBS) در سال ۱۹۸۳ پایه‌ریزی شد. سیستمی که استفاده می‌شد بر پایهٔ سیستم Prestel انگلیسی بود و از یک رایانه – مثل BBC Micro- یا صفحه‌کلید متصل به سیستم تلفن و دستگاه تلویزیون استفاده می‌کرد. این سیستم (که ارتباط خانگی -Homelink- نامیده می‌شد) مشاهده آنلاین صورت‌حساب‌ها، انتقالات بانکی و پرداخت قبوض را ممکن می‌ساخت. برای انجام انتقال بانکی یا پرداخت قبوض، باید یک دستورالعمل نوشته شده حاوی جزئیات دریافت‌کنندهٔ موردنظر به NBS فرستاده شود و آنجا اطلاعات، وارد سیستم Homelink شود. بیشتر دریافت‌کنندگان، شرکت‌های گاز و برق و تلفن و حساب‌هایی در بانک‌های دیگر بودند. اطلاعات پرداخت انجام‌شده از طریق Prestel توسط دارندهٔ حساب، وارد سیستم NBS می‌شود. یک چک توسط NBS برای دریافت‌کننده وجه فرستاده می‌شود و یک اطلاعیه حاوی جزئیات پرداخت نیز برای دارندهٔ حساب فرستاده می‌شود. سیستم BACS بعدها برای انتقال مستقیم پرداختی ابداع و استفاده شد. مؤسسهٔ اعتباری فدرال استنفورد اولین مؤسسه‌ای بود که در اکتبر سال ۱۹۹۴ سرویس‌های بانکداری اینترنتی را به همهٔ اعضای خود ارائه کرد.

## خدمات بانکداری الکترونیک
لی (۲۰۰۲)، خدمات بانکداری الکترونیک را از سه جنبه مورد توجه قرار می‌دهد و معتقد است مشتریان بانک‌ها، در سه سطح قادر به دریافت خدمات بانکداری الکترونیک هستند. این سه سطح عبارت‌اند از:
1. اطلاع‌رسانی: این سطح ابتدایی‌ترین سطح خدمات بانکداری الکترونیک است. در این سطح، بانک، اطلاعات مربوط به خدمات و عملیات بانکی خود را از طریق شبکه‌های عمومی یا خصوصی معرفی می‌کند.
2. تعاملی: این سطح از خدمات بانکداری الکترونیک، امکان انجام مبادلات بین سیستم بانکی و مشتری را فراهم می‌آورد. ریسک این سطح در خدمات بانکداری الکترونیک بیشتر از شیوهٔ سنتی است و به ابزارهای مناسبی برای کنترل دسترسی کاربران به شبکهٔ بانک نیاز دارد.
3. تراکنشی: در این سطح، مشتری قادر است با استفاده از یک سیستم امنیتی کنترل‌شده، فعالیت‌هایی از قبیل انتقال وجه و افتتاح حساب را انجام دهد. این سطح از خدمات بانکداری الکترونیک، از بالاترین سطح ریسک برخوردار است.

## ویژگی‌ها
شیوه‌های بانکداری آنلاین، ویژگی‌ها و قابلیت‌های مشترک بسیاری دارند ولی اغلب همچنین دارای ویژگی‌هایی با کارکرد خاص هستند.
ویژگی‌های مشترک به چند دسته تقسیم می‌شوند:
- تراکنشی (به‌طور مثال: انجام یک تراکنش مالی مثل انتقال حساب به حساب، پرداخت قبض، انتقال سیمی، درخواست وام یا یک حساب جدید و غیره)
  - ارائه و پرداخت قبوض الکترونیکی
  - انتقال پول بین حساب جاری و پس‌انداز خود فرد یا به حساب مشتری دیگر
  - خرید و فروش اوراق سرمایه‌گذاری
  - عملیات و تراکنش‌های مربوط به وام مثل بازپرداخت اقساط
- غیر تراکنشی (مثل: صورتحساب آنلاین، ارتباطات توسط چک، گفت‌وگو)
  - صورتحساب‌های بانکی
- مدیریت مؤسسات مالی: ویژگی‌هایی که به مؤسسات مالی اجازه می‌دهد که عملیات آنلاین کاربران نهایی خود را مدیریت کنند.
- مدیریت ASP/Hosting: ویژگی‌هایی که به شرکت‌های ارائه‌دهندهٔ فضای وب اجازه می‌دهد تا روش‌های ارتباط با مؤسسات مالی را مدیریت کنند.

ویژگی‌هایی که به‌طور عادی منحصر به بانکداری تجاری هستند شامل:
- پشتیبانی از چندین کاربر با سطوح مجوز متفاوت
- فرایند موافقت تراکنش
- انتقال سیمی

ویژگی‌هایی که به‌طور عادی منحصر به بانکداری اینترنتی هستند شامل:
- پشتیبانی از مدیریت مالی شخصی مثل وارد کردن داده در نرم‌افزار حسابداری شخصی. برخی از پلتفرم‌های بانکداری آنلاین از حساب تجمعی هم پشتیبانی می‌کنند که به مشتریان اجازه می‌دهد همهٔ حساب‌هایشان را –چه آن‌ها که در بانک مرکزی‌شان است و چه آن‌ها که در مؤسسات دیگر است- در یک جا مورد بررسی و نظارت قرار دهند.

به‌طور کلی خدمات بانکداری الکترونیکی و اینترنتی به ۲ صورت ارائه می‌شوند:
- بانکداری دوگانه (Brick and Click): این مدل از بانکداری اینترنتی ترکیبی از دو روش بانکداری سنتی و بانکداری اینترنتی است. به عبارت بهتر بانک‌هایی که علاوه بر ارائهٔ خدمات بانکی به‌صورت سنتی و حضوری بخشی از خدمات خود را به‌صورت اینترنتی و الکترونیک نیز ارائه می‌دهند در این دسته قرار می‌گیرند.
- بانک مجازی (Virtual Bank): بانک‌هایی در این دسته قرار می‌گیرند که تمامی سرویس‌ها و عملیات‌های بانکی را به صورت اینترنتی و الکترونیک انجام می‌دهند و شعبهٔ فیزیکی و حضوری ندارند.

## شاخه‌های بانکداری الکترونیک
- بانکداری اینترنتی (IB)
- بانکداری مبتنی بر تلفن همراه و فناوری‌های مرتبط با آن مانند همراه‌بانک (MB)
- بانکداری تلفنی (TB)
- بانکداری مبتنی بر دورنگار
- بانکداری مبتنی بر دستگاه‌های خودپرداز (ATM)
- بانکداری مبتنی بر پایانه‌های فروش (POS)
- بانکداری مبتنی بر شعبه‌های الکترونیکی
- بانکداری مبتنی بر دستگاه‌های کارت‌خوان

## مزایای بانکداری الکترونیک
مزایای بانکداری الکترونیک را می‌توان از دو جنبهٔ مشتریان و مؤسسات مالی مورد توجه قرار داد. از دید مشتریان، می‌توان به صرفه‌جویی در هزینه‌ها، صرفه‌جویی در زمان و دسترسی به کانال‌های متعدد برای انجام عملیات بانکی نام برد. از دید مؤسسات مالی می‌توان به ویژگی‌هایی چون ایجاد و افزایش شهرت بانک‌ها در ارائهٔ نوآوری، حفظ مشتریان علی‌رغم تغییرات مکانی بانک‌ها، ایجاد فرصت برای جست‌وجوی مشتریان جدید در بازارهای هدف، گسترش محدودهٔ جغرافیایی فعالیت و برقراری شرایط رقابت کامل را نام برد.
بر اساس تحقیقات مؤسسهٔ Data Monitor مهم‌ترین مزایای بانکداری الکترونیک عبارت‌اند از: تمرکز بر کانال‌های توزیع جدید، ارائهٔ خدمات اصلاح‌شده به مشتریان و استفاده از راهبردهای تجارت الکترونیک. البته مزایای بانکداری الکترونیک از دیدگاه‌های کوتاه‌مدت، میان‌مدت و بلندمدت نیز قابل بررسی است. رقابت یکسان، نگهداری و جذب مشتریان، از جمله مزایای بانکداری الکترونیک در کوتاه‌مدت (کمتر از یک‌سال) هستند. در میان‌مدت (کمتر از ۱۸ ماه) مزایای بانکداری الکترونیک عبارت‌اند از: یکپارچه‌سازی کانال‌های مختلف، مدیریت اطلاعات، گستردگی طیف مشتریان، هدایت مشتریان به‌سوی کانال‌های مناسب با ویژگی‌های مطلوب و کاهش هزینه‌ها، کاهش هزینهٔ پردازش معاملات، ارائهٔ خدمات به مشتریان بازار هدف و ایجاد درآمد نیز از جمله مزایای بلندمدت بانکداری الکترونیک هستند.

### خلاصهٔ مزایا
1. امکان دسترسی مشتریان به دریافت خدمات بانکی بدون حضور فیزیکی با ارتباطات ایمن.
2. استفاده از اینترنت برای ارائهٔ عملیات و سرویس‌های بانکی و اعمال تغییرات انواع حساب‌های مشتری.
3. ارائهٔ مستقیم خدمات و عملیات بانکی جدید و سنتی به مشتریان از طریق کانال‌های ارتباطی متقابل الکترونیک کارت به کارت.

بانکداری در آینده به جای پول کاغذی (فیات) با رمزنگاری و پول‌های دیجیتال مورد تأیید دولت‌ها اداره خواهد شد. کارمزدها، پورسانت‌ها و سود بانکی به‌شدت کاهش خواهد یافت و بانک به‌عنوان واسطه در تبادل پول و اعتبار از میان خواهد رفت و بانک‌های هوشمند به‌جای فکر سود به‌دنبال سود برای کاربران خواهد بود. سرعت انتقال پول توسط اینترنت اشیاء، جای سایت‌های پرداخت بانک‌ها را خواهد گرفت. بانک‌ها در آینده به‌جای اداره شدن توسط افراد معدود با اقتصاد اشتراکی فراگیر خواهد بود و یک دلار یا میلیارد دلار در بانکداری هوشمند، خدمات یکسان دریافت خواهند کرد.

## گسترهٔ جهانی
بر پایهٔ گزارش تحقیقاتی مؤسسهٔ Data Monitor (مرکز تجزیه و تحلیل اطلاعات بانکداری در اروپا) آمار استفاده‌کنندگان از سیستم‌های بانکداری الکترونیک در هشت کشور فرانسه، آلمان، هلند، اسپانیا، سوئد، سوئیس و انگلستان از ۴٫۵ میلیون نفر در سال ۱۹۹۹ به حدود ۲۲ میلیون نفر در سال ۲۰۰۴ رسیده‌است. در سال ۲۰۰۵ بیش از ۷۵ درصد شرکت‌های فعال در کشورهای توسعه‌یافته دست‌کم از یکی از خدمات بانکداری الکترونیکی استفاده می‌کنند.

## امنیت
حفاظت از طریق تأیید رمز عبور تکی اگرچه در امن‌ترین سایت‌های فروش اینترنتی به‌کار می‌رود ولی برای فعالیت‌های بانکداری آنلاین شخصی در برخی کشورها به اندازهٔ کافی امن به نظر نمی‌رسد. اساساً دو روش امنیتی متفاوت برای بانکداری آنلاین وجود دارد:
- سیستم PIN/TAN که PIN نشان‌دهندهٔ یک رمز عبور برای ورود است و TAN نشان‌دهندهٔ رمزهای عبور یک‌بار مصرف است که برای اعتباربخشی و امنیت تراکنش‌هاست. TANها به شیوه‌های گوناگونی توزیع می‌شوند که معمول‌ترین آن‌ها این است که یک فهرست از TANها به‌وسیلهٔ نامهٔ پستی به کاربر بانکداری آنلاین فرستاده می‌شود. امن‌ترین راه استفاده از TANها این است که آن‌ها بر حسب نیاز توسط یک نشان امنیتی تولید شوند. این TANهای تولیدشده توسط نشانه، وابسته به زمان و یک راز امنیتی واحد که در توکن امنیتی ذخیره شده (که تأییدیهٔ ۲عاملی خوانده می‌شود) هستند. معمولاً بانکداری آنلاین با PIN/TAN از طریق مرورگرهایی که از ارتباطات امن SSL استفاده می‌کنند انجام می‌شود؛ بنابراین نیازی به رمزنگاری اضافه‌ای نیست.
- بانکداری آنلاین مبتنی بر امضا که تمام تراکنش‌ها امضا شده و به‌طور رقمی رمزنگاری می‌شوند. کلیدها برای تولید امضا و رمزنگاری می‌توانند روی کارت‌های اعتباری یا هر نوع رسانهٔ حافظه‌دار، بسته به نوعِ پیاده‌سازی آن ذخیره شوند.

حملات
بیشترین حملات به بانکداری آنلاین امروزه بر پایهٔ فریب کاربر برای دزدیدن اطلاعات ورود و TANهای معتبر است. یک مثال شناخته‌شده برای این حملات، ساخت صفحهٔ مشابه یک سایت برای فریب کاربر است تا با وارد کردن اطلاعات شخصی خود آن‌ها را در اختیار دزدان قرار دهد. (فیشینگ) همچنین نوشتن اسکریپت سایت‌های عبور یا استفاده از ضبط‌کننده‌های کیبورد (تروجان‌ها) هم به عنوان راه‌هایی برای سرقت اطلاعات افراد به کار می‌رود.
یک روش برای حمله به بانکداری آنلاین مبتنی بر امضا این است که نرم‌افزار مورد استفاده را طوری دستکاری کنند که روی صفحهٔ نمایش، تراکنش صحیح را نشان دهد ولی در پشت صحنه، یک تراکنش دروغین امضا شود. گزارش اخیر فناوری FDIC که از گردآوری و همگردانی گزارش فعالیت فایل‌های مشکوک بانک‌ها، هر ۳ ماه یک‌بار تشکیل می‌شود، ۵۳۶ مورد جرایم رایانه‌ای را فهرست کرده که به‌طور میانگین، هر کدام باعث ۳۰۰۰۰ دلار ضرر شده‌است. این رقم در چارک دوم سال ۲۰۰۷ به ۱۶ میلیون دلار افزایش یافته‌است. تخلفات رایانه‌ای بین چارک اول و دوم سال ۲۰۰۷ ۱۵۰ درصد افزایش داشته‌است. گزارش‌ها حاکی است که در ۸۰ درصد از موارد، منبع تجاوز نامعلوم است ولی در حین بانکداری آنلاین انجام گرفته‌است.
اقدامات متقابل
اقدامات متقابل زیادی وجود دارند که سعی می‌کنند از ورود و سرقت اطلاعات کاربر جلوگیری کنند. گواهینامهٔ دیجیتال برای مقابله با صفحات مشابه دروغین به کار می‌روند، استفاده از کارتخوان‌های گروه ۳ تلاشی برای جلوگیری از دستکاری تراکنش‌ها به‌وسیلهٔ نرم‌افزار در انواع روش‌های بانکداری آنلاین مبتنی بر امضا است. برای محافظت سیستمشان از تروجان‌ها، کاربران باید از نرم‌افزارهای تشخیص‌دهندهٔ ویروس استفاده کنند و مراقب نرم‌افزارهای دانلودی و فایل‌های پیوستی به ایمیل‌ها باشند. در سال ۲۰۰۱ مؤسسهٔ FFIEC راهنمای تشخیص هویت چندمعیاره (MFA) را منتشر کرد و از آن پس، تا اواخر ۲۰۰۶ نیاز به حضور در محل بود.